# Cefodizima
Cefodizima sódica é uma substância utilizada como medicamento pertencente ao grupo e sub-grupos:
- Medicamentos Anti-infecciosos
  - Antibacterianos
    - Cefalosporinas
      - Cefalosporinas de 3ª. Geração

Trata-se de uma cefalosporina de 3ª geração. Como todas as cefalosporinas é um antibiótico beta lactâmico. Estas cefalosporinas têm um espectro de acção muito mais alargado para os  gram - do que as cefalosporinas da 1ª e 2ª geração.

## Indicações
A Cefodizima sódica está indicada nas infecções provocadas por microrganismos gram + e gram - susceptíveis, como por exemplo infecções urinárias, faringites, sinusites, infecções respiratórias, infecções da pele e tecidos moles, otite média e amigdalites.
Esta cefalosporina é utilizada especialmente nas infecções respiratórias e infecções urinárias graves refractárias à terapêutica convencional.
Não têm actividade sobre  enterococos e estafilococos resistentes à meticilina. Também não tem actividade sobre Pseudomonas aeruginosa eBacteroides fragilis . Tem uma certa actividade contra Citrobacter spp., mas essa actividade é bastante variável..

## Reacções adversas
- Aparelho digestivo – náuseas, vómitos e diarreia sobretudo com doses elevadas.
- Sangue – eosinofilia, agranulocitose e trombocitopenia ocorrem raramente.
- Fígado - alterações das enzimas hepáticas e icterícia colestática (raro).
- hipersensibilidade - pode provocar reacções de hipersensibilidade caracterizadas geralmente por erupções cutâneas, urticária, prurido, artralgias e por vezes, embora raramente, reacções anafilácticas.

Nota: Cerca de 10% dos doentes com hipersensibilidade às penicilinas desenvolvem
também reacções de hipersensibilidade às cefalosporinas.
- Hemorragias - as cefalosporinas que na sua fórmula molecular contêm o  grupo químico  tetrazoltiometil aumentam o risco de desenvolvimento de efeitos hemorrágicos (hipoprotrombinemia) e reacções tipo dissulfiram.

## Contra indicações e precauções
- em doentes com história de  hipersensibilidade às penicilinas.
- em doentes com insuficiência renal, deve ser reduzida a posologia.

## Interacções
Não deve ser administrada concomitantemente com probenecida porque esta substância inibe competitivamente a secreção tubular das cefalosporinas, podendo causar um aumento significativo das suas concentrações séricas.
Notas:
1. por vezes é associada a lidocaína (analgésico) em Via IM, para alivio das dores;
2. nos doentes com a clearance da creatinina inferiror a 30 ml por minuto, deve-se reduzir a posologia para metade.

## Farmacocinética
- Cerca de 80% da cefodizima sódica, liga-se às proteínas plamáticas.
- A Cefodizima sódica atravessa a barreira placentária e aparece em pequenas doses no leite materno.
- Pode ser removida por hemodiálise.
- Tem uma semi vida de cerca de quatro horas.
- Quando usada por via IM na dose de 1 g, apresenta a sua maior concentração no plasma, após uma a uma hora e meia. Essa concentração é de 60 a 75 microgramas por ml.  Quando usada por via IV na dose de 1 g ou 2 g, atinge de imediato e respectivamente a concentração de 215 e 394 microgramas por ml.
- A Cefodizima sódica não apresenta nenhum metabolito com actividade farmacológica.

## Excreção
A Cefodizima sódica é eliminada pela urina. (Cerca de 80% sobre a forma intacta de Cefodizima sódica)

## Classificação
- MSRM
- ATC - J01DA25
- CAS - 
  - Cefodizima sódica - 86329-79-5
  - Cefodizima - 69739-16-8

## Fórmula molecular
C20H18N6Na2O7S4

## Nomes comerciais
| NOME DO MEDICAMENTO | PAÍSES ONDE É COMERCIALIZADO |
| Timecef             | Áustria, Itália              |
| Diezime             | Itália                       |
| Modivid             | Itália, México, Portugal     |